# Присліп (річка)
При́сліп — річка в Українських Карпатах, у межах Міжгірського району Закарпатської області. Права притока Ріки (басейн Тиси).

## Опис
Довжина 11 км, площа басейну 62,5 км². Похил річки 55 м/км. Річка гірського типу. Долина вузька і глибока. Заплава місцями відсутня. Річище слабкозвивисте. Трапляються руйнівні паводки.

## Розташування
Присліп бере початок на північ від села Присліп, на південних схилах Вододільного хребта. Тече переважно на південний схід. У селі Торунь зливається з річкою Торунькою, даючи початок річці Ріка.